# Line Blikstad
Line Blikstad, född 8 december 1973 i Tibro, Sverige, är en författare och journalist.
Blikstad är uppvuxen i Sverige, med norska föräldrar, och är nu bosatt i Oslo, där hon bland annat arbetar som kulturjournalist på dagstidningen Dagbladet. Blikstad är utbildad på Biskops Arnös författarskola, och har också en fil.mag. i nordisk litteratur.